# Uma Loira com Açúcar

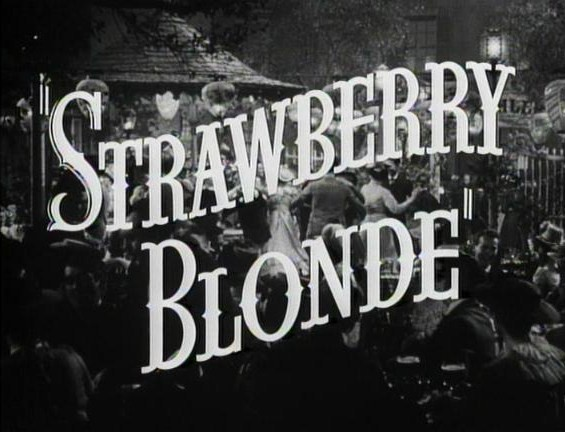

The Strawberry Blonde (bra: Uma Loira com Açúcar ou Uma Loura com Açúcar; prt: Uma Loira com Açúcar) é um filme estadunidense de 1941, do gênero comédia romântica, dirigido por Raoul Walsh, estrelado por James Cagney, Olivia de Havilland e Rita Hayworth, e co-estrelado por Alan Hale, Jack Carson e George Tobias. O roteiro de Julius J. Epstein e Philip G. Epstein foi baseado na peça teatral "One Sunday Afternoon" (1933), de James Hagan. O título geralmente é listado começando com a palavra The, mas os cartazes promocionais e materiais de divulgação do filme o intitulam simplesmente de Strawberry Blonde.
Situado na cidade de Nova Iorque por volta de 1890, o filme apresenta canções daquela época, como "The Band Played On", "(Won't You Come Home) Bill Bailey", "Meet Me in St. Louis, Louis", "Wait 'Till the Sun Shines, Nellie" e "Love Me, and the World Is Mine". A produção foi indicada ao Oscar de melhor trilha sonora de um filme musical em 1942. 
A produção foi uma refilmagem mais alegre do filme não-musical "One Sunday Afternoon" (1933), dirigido por Stephen Roberts, e estrelado por Gary Cooper. Ao contrário da produção anterior, esta foi um sucesso. Em 1948, Walsh dirigiu uma terceira versão da história, também chamada "One Sunday Afternoon", dessa vez apresentando canções do início do século 20 combinadas com números musicais originais.

## Sinopse
Em Nova Iorque, na década de 1890, Biff Grimes (James Cagney) se apaixona por uma moça da sociedade, Virginia Brush (Rita Hayworth) – mas seu colega, Hugo Barnstead (Jack Carson), passa-lhe a perna e acaba casando-se com ela, além de envolver Biff em seus negócios obscuros e lucrar em cima disso. No fim das contas, Biff acaba casando-se com Amy Lind (Olivia de Havilland), a melhor amiga menos glamourosa de Virginia, com quem, a princípio, Biff entrava em conflito por não aprovar a independência, os posicionamentos e o temperamento forte da moça. Porém, Amy era, de fato, a mulher ideal para Biff...

## Elenco
- James Cagney como Biff Grimes
- Olivia de Havilland como Amy Lind
- Rita Hayworth como Virginia Brush
  - Nan Wynn como Voz cantada de Virginia[5]
- Alan Hale como William "Old Man" Grimes
- Jack Carson como Hugo Barnstead
- George Tobias como Nicholas Pappalas
- Una O'Connor como Sra. Timothy Mulcahey
- George Reeves como Harold
- Lucile Fairbanks como Namorada de Harold
- Edward McNamara como Big Joe
- Helen Lynd como Josephine
- Herbert Heywood como Toby
- Russell Hicks como Treadway (não-creditado)
- Frank Mayo como Policial (não-creditado)
- Jack Mower como Limpador de Rua (não-creditado)

## Produção
Tanto o diretor de "Strawberry Blonde", Raoul Walsh, quanto James Cagney chegaram ao projeto em busca de uma mudança de ritmo. Walsh havia acabado de completar o noir "High Sierra", estrelado por Ida Lupino e Humphrey Bogart, e a boa crítica que o filme recebeu deixou Walsh "tão entusiasmado quanto Jack Warner para manter a bola rolando em projetos em desenvolvimento e em produção". A transição entre o noir e "Strawberry Blonde", um filme leve e sentimental, "provou não ser um problema" para Walsh.
Cagney geralmente interpretava caras durões na Warner Bros. no início dos anos 1930, mas mostrou seu talento para materiais mais leves e musicais em filmes como "Footlight Parade" (1933). Ele deixou o estúdio em meados daquela década, então voltou em 1938 com um contrato que lhe deu mais controle na escolha de seus papéis; além de trazer seu irmão mais novo, William Cagney, como produtor assistente e intermediário informal entre ele e os executivos do estúdio. No entanto, Cagney logo se viu sendo novamente escalado para papéis de durão, e em 1940, ele "queria um papel nostálgico – qualquer papel – para afastá-lo dos gângsteres que agora detestava interpretar".
"One Sunday Afternoon" estreou no início de 1933 como uma peça teatral da Broadway, escrita por James Hagan, e foi adaptada no final daquele ano pela Paramount como um veículo para Gary Cooper. A adaptação foi "o único fracasso real da carreira estelar e cuidadosamente orquestrada de Cooper" – e seu único filme a perder dinheiro. James Cagney teve dúvidas sobre estrelar a produção porque seria uma refilmagem, e Jack Warner sabia que o roteiro precisava de uma "reformulação completa". Foi um "projeto de estimação" de William Cagney, que o viu como um "presente para a mãe [dos irmãos], Carrie Cagney, que viveria apenas mais alguns anos". Warner assistiu o filme de 1933 e escreveu um memorando para seu chefe de produção, Hal B. Wallis, dizendo-lhe para assisti-lo também: "Será difícil ficar durante toda a execução do filme, mas faça isso para saber o que não fazer".
Wallis sabia que o que devia fazer era adaptar o roteiro como um veículo para Cagney, que ainda não havia se comprometido com o projeto ou mesmo com seu irmão. Wallis recebeu um primeiro rascunho do roteiro, escrito por Stephen Morehouse Avery, mas a história não satisfez ninguém; ele chamou os irmãos Epstein, Julius e Philip, para escreverem outra versão – uma que poderia atrair Cagney para o projeto. Os irmãos e William concordaram que a primeira coisa que deveriam fazer era mudar o cenário do centro-oeste para a cidade de Nova Iorque, já que "todos [os nova-iorquinos] sabiam muito mais". Julius disse: "Nós pensamos que a razão pela qual [o filme de Cooper] perdeu dinheiro foi porque era muito bucólico. Aconteceu em uma pequena cidade do interior. Nós dissemos: 'Mude para a cidade grande. Coloque em Nova Iorque'". A versão dos Epstein rapidamente tomou forma, auxiliada pelo objetivo de torná-la um filme de Cagney. "Quando começamos a reescrever", disse Julius, "sabíamos que era para Cagney. Isso ajudou".
Cagney ainda estava relutante. Wallis estava ficando impaciente, então começou a considerar o emergente John Garfield para o papel de Biff Grimes. Em julho de 1940, a preocupação com o impasse se estendeu até Nova Iorque, onde Harry Warner telegrafou ao irmão Jack dizendo que estava disposto a dar a Cagney 10% do valor bruto que seria arrecadado na bilheteria, e então Cagney começou a ceder. Um dos problemas para James era que ele não queria fazer cenas com o muito mais alto Jack Carson; ele gostaria que o mais baixo Brian Donlevy, ou o ainda mais baixo Lloyd Nolan, fossem os atores considerados para o papel de Hugo. A diferença era que Nolan receberia US$ 2.000 por semana, já Carson receberia US$ 750. Apesar da situação causada por Cagney, Carson acabou sendo escalado como Hugo Barnstead.
Mais problemática foi a escalação de Virginia Brush, que foi originalmente criada para Ann Sheridan, que era conhecida no estúdio como "Oomph Girl". Sheridan estava em uma de suas disputas contratuais com o estúdio e se recusou a fazer o filme. Jack Warner pediu a Walsh para convencer Sheridan a participar da produção, mas ela ainda recusou. Wallis testou a atriz Brenda Marshall para o papel, mas Walsh falou sobre "uma garota" que viu em alguns filmes da Columbia: a jovem Rita Hayworth. "Ele achou que ela era perfeita para o papel, e depois que ela foi contratada, ele começou a se referir a Hayworth como seu 'achado' (apesar da atenção que ela havia conseguido após co-estrelar Only Angels Have Wings, lançado em 1939)".
Hayworth recebeu US$ 450 por semana pelo filme, e começou a trabalhar imediatamente com o maquiador Perc Westmore para encontrar o visual ideal da personagem-título, que logo seria renomeada para "Strawberry Blonde". Depois de filmar o teste e tirar muitas fotos de seus experimentos com a maquiagem, Westmore comentou com Wallis sobre Hayworth: "Sua cabeça é tão grande e ela tem tanto cabelo que será praticamente impossível colocar uma peruca nela. Seja qual for a cor que você decidir, ela ficará feliz em tê-lo feito nessa cor. Então, no final da produção, vamos tingi-lo de volta à sua cor natural". Este filme marcou a primeira vez que Hayworth foi vista como uma mulher ruiva, e a única vez que o público ouviu sua verdadeira voz cantada.
As filmagens de "Strawberry Blonde" começaram em 21 de outubro de 1940. Wallis e Walsh rapidamente tiveram problemas. O produtor achou que Walsh estava aproximando demais a câmera dos atores, e que os close-ups estavam diminuindo a nostalgia ao obscurecer os cenários de época. O bilhete de Wallis de 29 de outubro de 1940 o repreendeu: "Você tem tantas oportunidades nesta produção para atmosfera e composição ... e eu odeio vê-los passar sem aproveitar ao máximo o que temos". (Vários meses depois, com Michael Curtiz na direção de "Yankee Doodle Dandy", as reclamações de Wallis foram exatamente opostas: "Mike, obtenha a história através dos rostos dos atores, em vez de ir para todos os lugares".) Walsh, na verdade, "memorizou todo o roteiro e elaborou cada ângulo de câmera e movimento – um mapa visual de como ele filmaria". À medida que a filmagem continuava a fluir, os bilhetes desaceleraram e depois pararam.
Olivia de Havilland não fazia ideia do atrito entre os dois e nem do problema com os close-ups, e ela desmentiu a reputação de Walsh como um cara durão. "Adorei trabalhar com o Raul. Ele parecia entender perfeitamente os personagens que estávamos interpretando e parecia entender também a abordagem do 'ator' para eles. Era um set feliz e harmonioso, uma produção feliz de se fazer". Os roteiristas também acharam Walsh um bom chefe. Julius Epstein disse que ele "era ótimo. Ele era muito profissional. Ele não mudou uma palavra em The Strawberry Blonde. Alguns escritores reclamaram de Walsh. Minha experiência com ele foi muito boa".
Quando a Warner Bros. lançou "Strawberry Blonde" em 22 de fevereiro de 1941, "o estúdio sabia que tinha um sucesso nas mãos". Walsh o considerou seu filme de maior sucesso na época, e disse ser seu filme favorito.

## Recepção
Bosley Crowther, em sua crítica para o The New York Times, elogiou o filme, chamando-o de "vigoroso, afetuoso e totalmente vitorioso". Parte de sua "qualidade amável e contagiante", escreveu ele, veio de seu elenco: "James Cagney, fiel à forma, é excelente como o rapazinho briguento e orgulhoso que 'não aceita nada de ninguém' porque esse é o tipo de pessoa que ele é. Olivia de Havilland é doce e simpática como a garota com quem ele se casa, e Rita Hayworth faz um clássico 'flerte' como aquela que escapou". Parte disso também veio do roteiro dos escritores de Casablanca, Julius J. e Philip G. Epstein: eles pegaram "a pequena peça, One Sunday Afternoon ... e formaram a partir dela uma comédia iluminada, misturada com romance sentimental, sobre um sujeito que pensa que foi feito de idiota, mas, no final, descobre que é o vencedor". Crowther também gostou das atuações coadjuvantes de Jack Carson e George Tobias. No Rotten Tomatoes, site agregador de críticas, o filme detém uma classificação de 100% com base em 9 críticas, e uma nota média de 7.8/10.
A revista Variety também gostou do filme: "Cagney e de Havilland fornecem performances de primeira linha que contribuem muito para manter o interesse no processo. Rita Hayworth é atraente como a personagem-título, enquanto Jack Carson é excelente como o antagonista politicamente ambicioso do dentista".
Na Halliwell's Film Guide (1994), o crítico Leslie Halliwell descreve a produção como uma "agradável comédia dramática de época", e reconhece suas três estrelas e o diretor de fotografia James Wong Howe por suas contribuições notáveis.
Em 1998, Jonathan Rosenbaum, do Chicago Reader, incluiu o filme em sua lista não classificada dos melhores filmes estadunidenses não incluídos no Top 100 do AFI.

## Trilha sonora
1. "The Band Played On" – música por Chas. B. Ward; letra por John F. Palmer
2. "(Won't You Come Home) Bill Bailey" – música e letra por Hughie Cannon
3. "Meet Me in St. Louis, Louis" – música por Kerry Mills; letra por Andrew B. Sterling
4. "In the Evening by the Moonlight" – música e letra por James Allen Bland
5. "Wait 'Till the Sun Shines, Nellie" – música por Harry von Tilzer; letra por Andrew Sterling
6. "The Fountain in the Park" – música por Ed Haley
7. "The Red, White and Blue" ou "Columbia, the Gem of the Ocean" – escrita por David T. Shaw; arranjada por Thomas A. Beckett
8. "In the Good Old Summer Time" – música por George Evans
9. "A Life on the Ocean Wave" – música por Henry Russell
10. "Love Me, and the World Is Mine" – música por Ernest Ball; letra por Dave Reed Jr.
11. "In the Shade of the Old Apple Tree" – música por Egbert Van Alstyne
12. "In My Merry Oldsmobile" – música por Gus Edwards
13. "Let the Rest of the World Go By" – música por Ernest Ball; letra por J. Keirn Brennan
14. "When You Were Sweet Sixteen" – música por James Thornton
15. "The Bowery" – música por Percy Gaunt

## Mídia doméstica
O filme foi lançado tanto em VHS quanto em DVD através da Warner Archive Collection.